# 斯特芬·拉斯穆森
斯特芬·拉斯穆森(Steffen Rasmussen)，是一名丹麥籍職業守門員，目前效力於丹麥足球超級聯賽阿曉士，他踢了兩場U21國家隊的比賽

## 俱樂部生涯
斯特芬·拉斯穆森出生於Stenvad，剛開始在較小的俱樂部Grenaa IF踢了三年